# UD 레이리아
우니앙 데스포르티바 드 레이리아(União Desportiva de Leiria), 또는 간단히 우니앙 드 레이리아(União de Leiria, 발음 IPA: [uni'ɐ̃ũ dɨ lɐi'ɾiɐ]))는 포르투갈의 축구 클럽으로 1966년에 창단되었다. 이 클럽은 포르투갈 중부에 있는 레이리아를 연고로 하고 있다.
레이리아의 최대 라이벌은 같은 지역에 위치한 SC 벨마레, 나발 1º 드 마이우, 아카데미카 드 코임브라이다.
2006-07시즌엔 7위를 차지하여 UEFA컵 2007-08에 진출하였지만 1회전에서 패하여 탈락하였다. 리그에서는 2007-08시즌에 최하위인 16위를 기록하여 세군다리가로 강등되었고, 2009-10시즌에 1부 리그로 복귀하였다. 하지만 2011–12시즌 다시 리그 최하위를 기록해 3부 리그로 강등되었다.

## 선수 명단

### 현역
참고: FIFA 자격 규정에 따라 소속된 국가대표팀 국기를 표시합니다. 선수는 복수의 FIFA 비회원국 국적을 가지고 있을 수 있습니다.
| 번호 | 포지션 | 국적         | 이름              |
| ---- | ------ | ------------ | ----------------- |
| 1    | GK     |              | 파베우 키에셰크   |
| 10   | MF     |              | 조단 반 데르 가그 |
| 11   | FW     |              | 자이르 실바       |
| 17   | MF     |              | 루초 베가         |
| 42   | MF     | 코트디부아르 | 디제 다빌라       |

| 번호 | 포지션 | 국적 | 이름 |
| ---- | ------ | ---- | ---- |

## 역대 감독
| 감독          | 임기        |
| ------------- | ----------- |
| 주제 모리뉴   | 2001 ~ 2002 |
| 조르즈 제주스 | 2005 ~ 2006 |

## 역대 성적
- 포르투갈 컵

준우승 (1회) : 2002-03
- 포르투갈 슈퍼컵

준우승 (1회) : 2002-03
- 리가 드 혼라 (2부리그)

우승 (1회) : 1997-98
- 포르투갈 2부 디비전 센트럴존 (3부리그)

우승 (2회) : 1978-79, 1980-81
준우승 (1회) : 1984-85
- UEFA컵 (2회 진출 2003-04, 2007-08)